# Episodi di Animal Kingdom (sesta stagione)
La sesta ed ultima stagione della serie televisiva Animal Kingdom è stata trasmessa in prima visione sul network TNT dal 19 giugno al 28 agosto 2022.
In Italia la stagione è stata distribuita interamente il 14 novembre 2022 sulla piattaforma Mediaset Infinity.
| nº | Titolo originale     | Titolo italiano            | Prima TV USA   | Prima TV Italia  |
| -- | -------------------- | -------------------------- | -------------- | ---------------- |
| 1  | 1992                 | 1992                       | 19 giugno 2022 | 14 novembre 2022 |
| 2  | Rise                 | Sorgere                    | 19 giugno 2022 | 14 novembre 2022 |
| 3  | Pressure and Time    | Sotto pressione            | 26 giugno 2022 | 14 novembre 2022 |
| 4  | Inside Man           | Contatti interni           | 26 giugno 2022 | 14 novembre 2022 |
| 5  | Covet                | Bramare                    | 3 luglio 2022  | 14 novembre 2022 |
| 6  | Diamonds Are Forever | I diamanti sono per sempre | 10 luglio 2022 | 14 novembre 2022 |
| 7  | Incognito            | Incognito                  | 17 luglio 2022 | 14 novembre 2022 |
| 8  | Revelation           | Rivelazioni                | 24 luglio 2022 | 14 novembre 2022 |
| 9  | Gethsemane           | Getsemani                  | 31 luglio 2022 | 14 novembre 2022 |
| 10 | Clink                | Il carcere                 | 7 agosto 2022  | 14 novembre 2022 |
| 11 | Hit and Run          | Toccata e fuga             | 14 agosto 2022 | 14 novembre 2022 |
| 12 | Exodus               | Esodo                      | 21 agosto 2022 | 14 novembre 2022 |
| 13 | Fubar                | Un casino infernale        | 28 agosto 2022 | 14 novembre 2022 |